# Tulle
Tulle – miejscowość i gmina we Francji, w regionie Nowa Akwitania, w departamencie Corrèze.
Według danych na rok 1990 gminę zamieszkiwały 17 164 osoby, a gęstość zaludnienia wynosiła 702 osoby/km² (wśród 747 gmin Limousin Tulle plasuje się na 3. miejscu pod względem liczby ludności, natomiast pod względem powierzchni na miejscu 254.).
Miejscowość ma silne związki z Polską – stamtąd wywodziła się polska królowa Ludwika Maria Gonzaga, żona kolejno Władysława IV i Jana Kazimierza – polskich królów elekcyjnych. W miasteczku funkcjonuje stałe wesołe miasteczko. Tamtejsza szkoła utrzymuje stosunki z polskimi placówkami oświatowymi w Polsce, prowadzi m.in. wymiany szkolne.

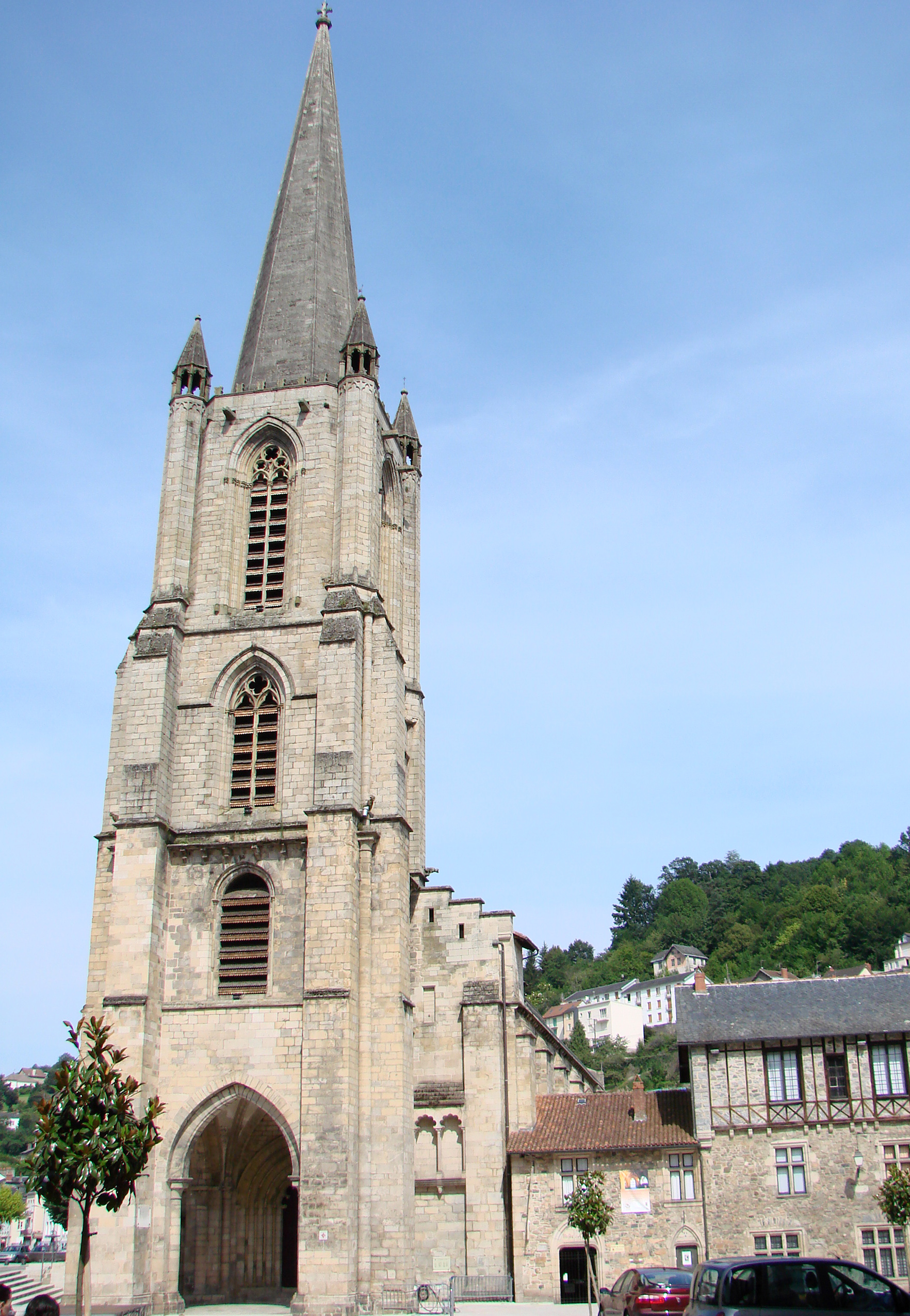
Katedra Matki Bożej z XII wieku w Tulle (2009)

## Populacja

Populacja Tulle w latach 1962–2008

## Współpraca
- Schorndorf, Niemcy
- Errenteria, Hiszpania
- Bury, Anglia
- Lousada, Portugalia
- Smoleńsk, Rosja
- Dueville, Włochy